# Marc Gontard
Pour les articles homonymes, voir Gontard.
Marc Gontard est un universitaire français, né à Quiberon en 1946. Professeur de lettres, il est spécialiste des littératures francophones.
Il est élu en 2005 à la présidence de l'université Rennes 2, puis est réélu en 2008 dans le cadre de la mise en place de la LRU. Son successeur Jean-Émile Gombert est élu à la présidence de l'université le 10 décembre 2010.

## Biographie

### Formation universitaire
- 1964 à 1968, il suit des études supérieures à la faculté des lettres de Rennes.
- 1969, il enseigne à Marrakech au Maroc dans le cadre de son service militaire, tout en préparant sa thèse à l'université Rennes 2 nouvellement créée.
- 1971 à 1978, il est nommé assistant puis maître-assistant à l'université de Fès où il crée puis dirige le département de langue et littérature françaises.
- 1981, il revient à l'université Rennes 2, précisément à l'UFR de Lettres, comme maître-assistant.
- 1987, il soutient, à l'université Paris IV-Sorbonne, une thèse de doctorat d'État sur Victor Segalen.

### Recherche et enseignement
- 1994, il est promu professeur des universités en 1994.

Il a publié sur la littérature contemporaine et sur les littératures francophones (Maghreb, Québec, Bretagne). Il est membre de plusieurs comités de rédaction de publications étrangères, il est directeur littéraire aux éditions L'Harmattan où il a créé et dirigé, de 1981 à 1991, la collection « Écritures arabes », et est membre du comité éditorial des Presses universitaires de Rennes.

### Fonctions administratives
- de 1999 à 2003 il dirige l'équipe ERELLIF (Équipe de recherche sur la diversité linguistique et littéraire du monde francophone) qu'il a créée avec Philippe Blanchet
- de 1998 à 2002 il assure la direction de l'école doctorale « Arts, Lettres, Langues, Communication »
- de 2002 à 2006 il est vice-président du conseil scientifique et premier vice-président.
- depuis 2006, il est également coprésident français du Conseil franco-québécois pour la coopération universitaire (CFQCU)[1]

Il est élu président de l'université Rennes 2 le 7 décembre 2005, et succède à François Mouret. Son mandat est initialement d’une durée de 5 ans. Sa réélection par le conseil d’administration de l’université le 4 avril 2008 lors de l’application de la LRU fait courir son mandat jusqu’en janvier 2011. Il annonce lors de la rentrée universitaire de septembre 2010 qu'il ne se représenterait pas lors des élections de janvier 2010,.
Il est élu vice-président du Comité économique, social et environnemental régional de Bretagne en 2010.
Il est membre du syndicat SNESUP,. Lors de la présidentielle de 2007, il soutient Ségolène Royal en qualité de président d'université.

## Présidence de l'université Rennes 2

### Évolutions structurelles
L'université connait plusieurs évolutions sous sa présidence. Le conseil d’administration de l’université vote de nouveaux statuts le 4 avril 2008 dans le cadre de l’application de la LRU, ce qui prolonge son mandat jusqu’en janvier 2011. L'établissement passe à l’autonomie au 1er janvier 2010, loi qu'il a soutenu, et voit ainsi son budget passer de 29 à 89 millions d'euros à la suite du transfert de certaines charges gérées jusque-là par l'État. Il déclare par la suite en 2010 que cette loi a « fortement modifié [l'image de l'université] auprès du patronat. [Elle] devient un interlocuteur majeur ».
L'établissement se dote d'un schéma directeur en juin 2010, qui fixe les principales orientations  d’aménagement et de développement du patrimoine immobilier de l'université pour une période de 15 à 25 ans. Ce développement a été permis par la signature d'une convention en septembre 2009 avec la Caisse des dépôts et consignations, cette dernière apportant un financement de 100 000€ pour l'opération,.
L'université développe des formations professionnalisantes avec l'ouverture d'une dizaine de Licences professionnelles à la rentrée 2008, et avec la généralisation d'un système de modules de formation professionnalisant au niveau de l'enseignement de 1er cycle à la rentrée 2009. De nouvelles filières ouvrent, comme une licence « infocom » relancée en à la rentrée 2009

### Relation avec les autres établissements d'enseignement

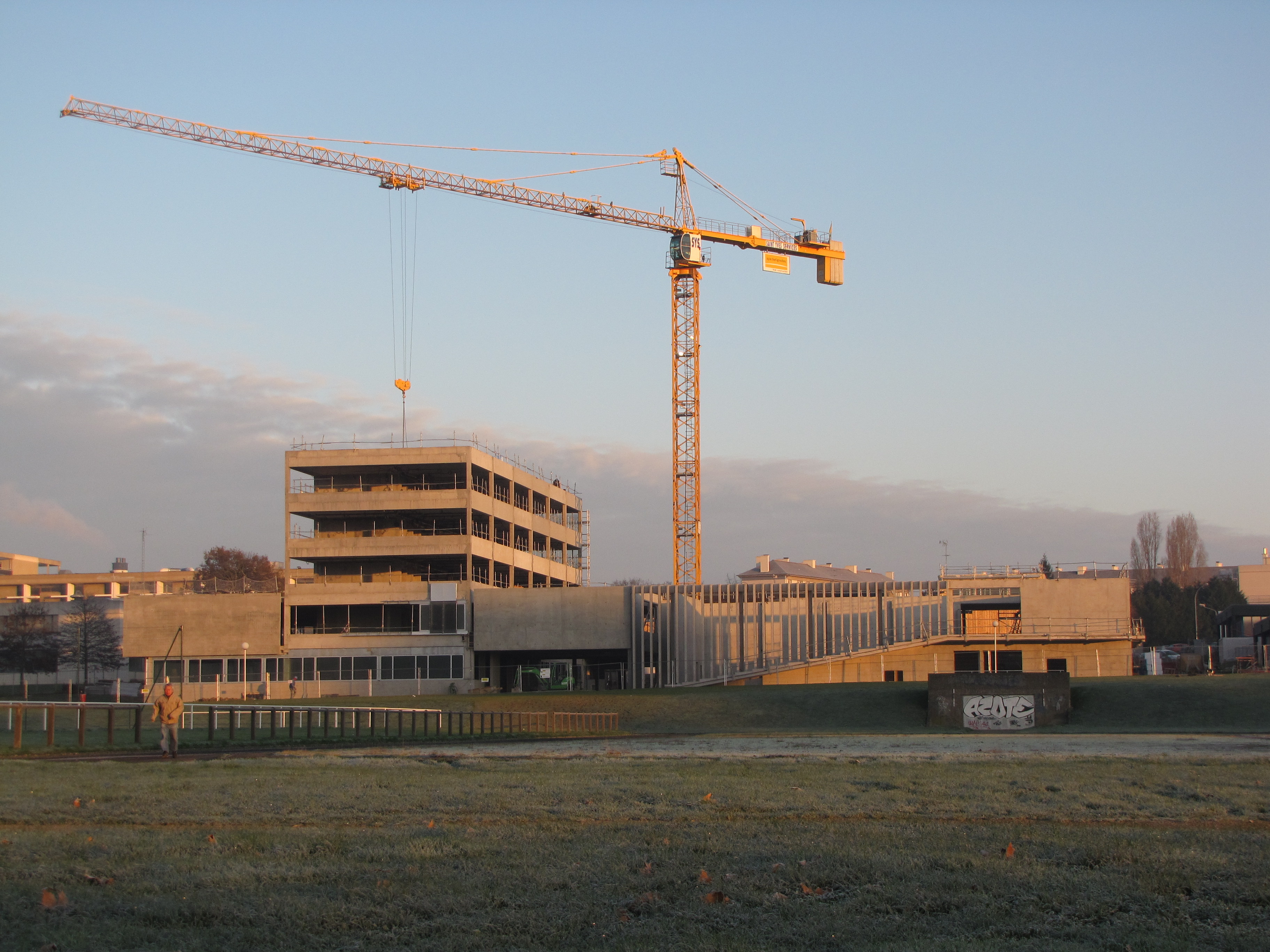
La Maison des sciences de l'Homme pour la Bretagne construite sur le campus de l'université

Sous sa présidence, l'université Rennes 2 participe à la création de l'université européenne de Bretagne, établissement de coopération entre les différentes universités et grandes écoles de la région, et en devient l'un des membres fondateurs. L'université est aussi partenaire sur des projets commun à d'autres établissements, comme la Maison des sciences de l'Homme pour la Bretagne, dont la construction commence sous son mandat sur le campus de l'université. Il se prononce par ailleurs en faveur de la réunification de l'université dont il est président et de celle de Rennes 1, toutes deux issues de l'université de Rennes.
L'université se porte candidate pour accueillir l'IUFM de Bretagne lorsque celui-ci doit être rattaché en 2007 à une université, mais l'université de Bretagne occidentale est choisie. Marc Gontard y voit là un choix politique, et plusieurs controverses voient le jour par la suite entre lui et Daniel Séguin, directeur de l'IUFM de Bretagne, à ce sujet,.
Une opération est montée avec le CREPS de Dinard pour mettre en place un Groupement d'intérêt public centré sur le sport. Le projet définitif est arrêté en janvier 2010, et vise à assurer la formation de sportifs de haut niveau, ainsi que la recherche scientifique dans ce domaine. Ceci entraine la création d'un stade d'athlétisme couvert sur le campus de Villejean.
Plusieurs chaires universitaires sont aussi développées avec d'autres établissements d'enseignements supérieurs durant son mandat. Le Centre d’excellence Jean Monnet de Rennes qui associent les universités de université Rennes 1 et de Rennes 2 inaugure en juin 2010 une chaire sponsorisée par l'UNESCO sur « Les intégrations régionales dans le monde». L'université gère aussi avec Télécom ParisTech une chaire « Modélisation des imaginaires, innovation et création », inaugurée en octobre 2010 et qui associe par ailleurs les entreprises Dassault Systèmes, Orange, PSA Peugeot Citroën et Ubisoft.

### Blocages universitaires
Sa présidence est marquée par quatre blocages de l'université, marqués par des actes violents,,,,, et/ou racistes[non neutre] répétés de la part de bloqueurs, des médias étant plusieurs fois pris pour cible par certains de ces derniers pendant cette période,,. Les dégâts matériels consécutifs se chiffrent à quelque 350 000 €, dont 100 000  pour le mouvement de 2006, 150 000 pour le mouvement de 2008 et 80 000 pour celui de 2009.  

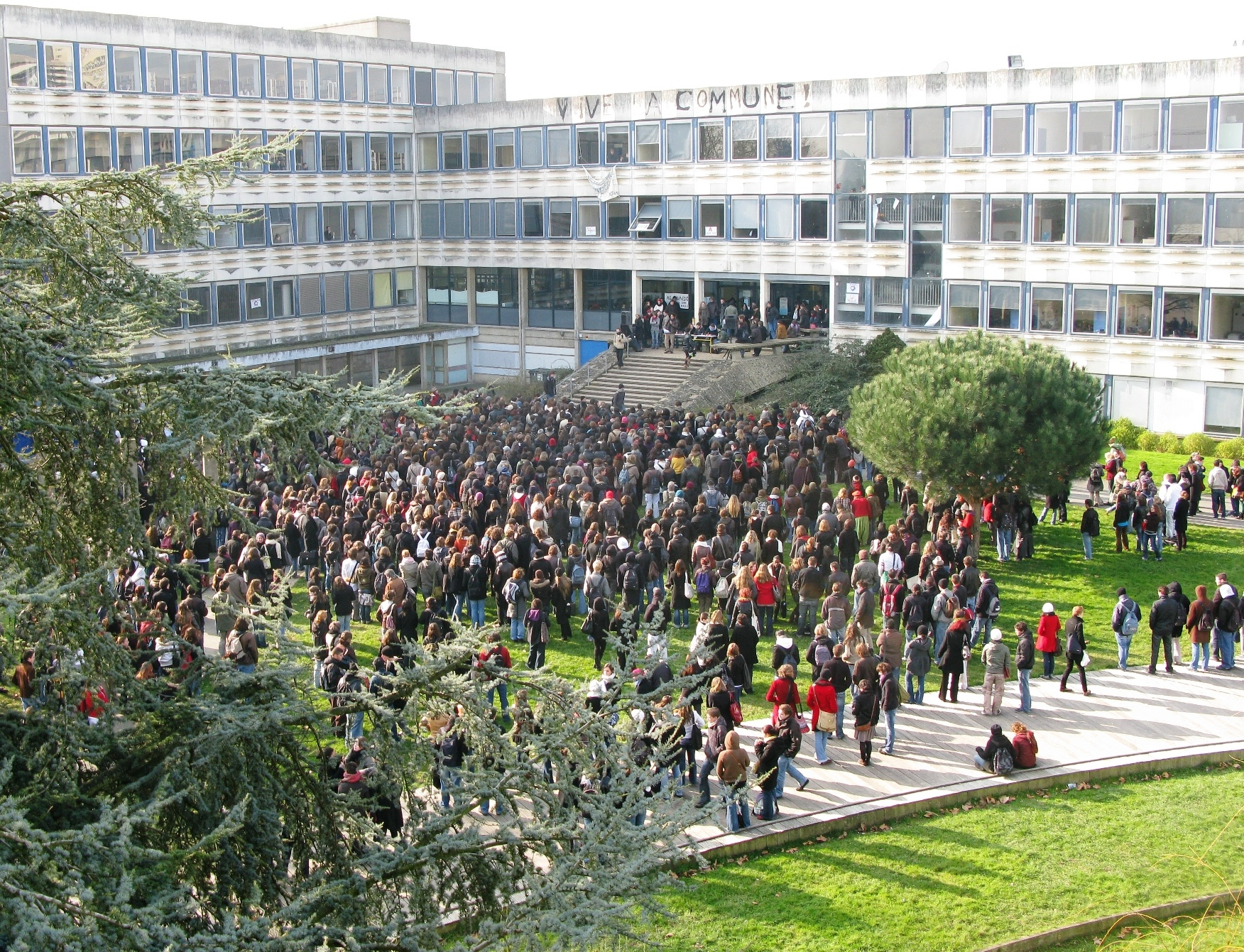
Une AG pendant l'un des blocages sous sa présidence

Il est lui-même pris pour cible pendant le mouvement contre le CPE en 2006, loi dont il demande alors la suspension, où il reçoit des coups, pendant les réformes sur la masterisation et l'évolution du statut des enseignants chercheurs en 2009 où il est séquestré plusieurs heures,, puis de nouveau à la pré-rentrée 2009 où il reçoit un seau de lisier. Il compare les auteurs de ces violences à des « Khmers rouges », en mettant régulièrement en cause un groupe d'autonomes en partie extérieur à l'université,,, et qualifie cette série de violences : « Dans toute ma carrière, je n'ai jamais vu une telle accumulation de mouvements avec des blocages aussi longs et une telle violence ».
Sa gestion des mouvements est critiquée par des opposants au blocage comme par ceux y sont favorables. Des votes sont pour la première fois mis en place par l'université sous sa présidence, d'abord à bulletins secrets lors du blocage lié au contrat première embauche en 2006, mais annulé par la force par des bloqueurs, puis sous forme de vote électronique en 2007 lors du mouvement contre la Loi relative aux libertés et responsabilités des universités,, et en 2009 lors du mouvement contre la masterisation des concours d'enseignement,.

## Prix et distinctions
- Docteur honoris causa de l'université d'État de psychopédagogie de Moscou en 2007[61].
- Palmes académiques en 2009[62].
- Nommé au grade de Chevalier de la Légion d'honneur le 10 avril 2010[63], cette distinction obtenue la même année qu'une agression lui fait dire « L'année universitaire a commencé par un seau de lisier, et se termine par la Légion d'honneur »[64].

Après sa retraite, Marc Gontard s'est lancé dans l'écriture de romans policiers,  occupation initiée dès l'an 2000 avec la parution de "De sable et de sang".

## Publications
- Violence du texte : littérature marocaine de langue française, Paris-Rabat, L'Harmattan-SMER, 1981, 169 p.
- Nedjma de Kateb Yacine. Essai sur la structure formelle du roman, Paris, L'Harmattan, 1985, 122 p.
- Victor Segalen. Une esthétique de la différence, Paris, L'Harmattan, 1990, 327 p.
- Le Moi étrange : littérature marocaine de langue française 2, Paris, L'Harmattan, 1993, 220 p.

- La Chine de Victor Segalen : Stèles, Equipée, Paris, Presses Universitaires de France, 2000, 295 p.
- Dictionnaire des écrivains bretons du XXe siècle (dir.), Presses universitaires de Rennes, 2002, 295 p.
- La Langue muette : littérature bretonne de langue française, Presses universitaires de Rennes, 2008, 158 p.
- Écrire la crise: esthétique postmoderne, Presses universitaires de Rennes, 2013.

## Romans
- De Sable et de sang, Paris, L'Harmattan, 2000.
- Fractales, L'Harmattan, 2017.
- Grandville Falls, L'Harmattan, 2017.
- L'Ile des pluies, Rennes, Goater, 2018.
- Naufrages, Goater, 2019.
- La Morsure, Goater, 2021[65].
- L'Héritière de Keroulaz, Goater, 2023.